# La Mariée à double face
La Mariée à double face est un tableau réalisé par le peintre soviétique Marc Chagall en 1927. Cette huile sur toile représente une mariée à deux visages tenant un bouquet de fleurs et un éventail. Elle est conservée dans une collection privée.